# Gunther Rost
Gunther Rost (* 3. Oktober 1974 in Würzburg) ist ein deutscher Dirigent, Konzertorganist und Professor für Orgel an der Universität für Musik und darstellende Kunst Graz, wo er dem Institut für Kirchenmusik und Orgel vorsteht und das Zentrum für Orgelforschung ins Leben gerufen hat. Von 2012 bis 2014 war er organist in residence bei den Bamberger Symphonikern.
Rost war Schüler von Günther Kaunzinger und Marie-Claire Alain (Paris). Er war Preisträger bei zahlreichen internationalen Musikwettbewerben, wie dem Bachwettbewerb Leipzig, der ION (Internationale Orgelwoche Nürnberg) oder dem Dallas International Organ Competition. Neben dem Orgel- und Klavierwerk Johann Sebastian Bachs bildet die Musik des tschechischen Komponisten Petr Eben einen Schwerpunkt seiner künstlerischen Tätigkeit durch die Gesamteinspielung der Orgelwerke Ebens.
Im Bereich des Orgelbaus profilierte er sich durch die Konzeption mehrerer mobiler Konzertorgeln für die Kunstuniversität Graz und die Entwicklung höhenverstellbarer Orgelspieltische.
Gunther Rost leitet das 4D Orchester Steiermark und ist Künstlerischer Leiter des jährlich im Frühjahr stattfindenden Festivals Orgelfrühling Steiermark.

## Diskographie
- Petr Eben, Das Orgelwerk Vol. I-V (Motette, 2002–2006)
- Myrian Marbe, Kammermusik (Maria Jonas, Jeremias Schwarzer, Carin Levine, Cornelius Bönsch und Christian Niculescu; marc aurel edition 2004)
- Johann Sebastian Bach, Goldberg-Variationen (OehmsClassics 2009)
- Antonio Vivaldi, Six Concertos (OehmsClassics 2010)
- Petr Eben, Symphonia Gregoriana (Bamberger Symphoniker, Gabriel Feltz; OehmsClassics 2010)
- Trilogies: Marcel Dupré & Jehan Alain (OehmsClassics 2010)
- Wanderer: Christoph Prégardien (ensembleKONTRASTE, Challenge Classics 2011)
- Frédéric Chopin, 24 Préludes op. 28 (OehmsClassics 2011)
- Petr Eben, Kammermusik / 2. Konzert (Tine Thing Helseth, Babette Haag, Bamberger Symphoniker, Gabriel Feltz; OehmsClassics 2012)
- Mediation: Elīna Garanča (Latvian Radio Choir, Opernchor Saarbrücken, Sigvards Kļava, Deutsche Radiophilharmonie Saarbrücken Kaiserslautern, Karel Mark Chichon; Deutsche Grammophon 2014)
- Puccini, Arias (Jonas Kaufmann, Rolando Villazón, Anna Netrebko, Elīna Garanča, Plácido Domingo; Deutsche Grammophon 2016)